# Come Back to Stay
"Come Back to Stay" ("Volta para ficar") foi a canção que representou a Irlanda no Festival Eurovisão da Canção 1966 que se desenrolou em 5 de março de 1966, na Cidade do Luxemburgo.
Foi interpretada em inglês por Dickie Rock. Foi a décima-sétima e penúltima canção a ser interpretada na noite do evento, a seguir à canção neerlandesa "Fernando en Filippo", interpretada por Milly Scott e antes da canção britânica "A Man Without Love", cantada por Kenneth McKellar. Terminou a competição em quarto lugar, tendo recebido um total de 14 pontos. No ano seguinte, em 1967, a irlanda fez-se representar com o tema  "If I Could Choose", interpretado por Sean Dunphy.

## Autores
- Letra:  Rowland Soper
- Música: Rowland Soper
- Orquestração: Noel Kelehan.

Foi a primeira canção  a ser orquestrada por Noel Kelehan. Seguir-se-iam 28 outras canções, a última foi "Is Always Over Now" interpretada por Dawn Martin em 1998. Esta foi a primeira canção irlandesa a ser orquestrada por aquele maestro (porque no ano anterior não tinha envado um maestro daquela nacionalidade) e curiosamente foi também o último em 1998 , porque o Festival Eurovisão da Canção 1998 que se realizou em Birmingham foi o último a ter orquestra, a partir de 1999, existe playback instrumental.

## Letra
A canção é uma balada, na qual Rock apela à sua antiga amante para voltar para ele. Ele diz-lhe que sente triste sem ela e promete que "Eu serei verdadeiro/E que Eu nunca te farei infeliz" e também como ela é especial para ele.